# Ізабелла Августа Грегорі
Ізабелла Августа (Огаста), леді Грегорі (англ. Isabella Augusta, Lady Gregory, уроджена Персе, англ. Persse; 15 березня 1852 — 22 травня 1932) — ірландська драматургиня, фольклористка і керівниця театру. Разом з Вільямом Батлером Єйтсом та Едвардом Мартіном є співзасновницею Ірландського літературного театру і театру Еббі. Написала безліч коротких творів для обох театрів. Леді Грегорі видала низку книг переказів на основі ірландської міфології. З народження вона належала до класу, тісно пов'язаного з британською короною, однак змінила погляди. Її перехід до культурного націоналізму, про що свідчать її твори, став символом політичної боротьби, що відбувалася в Ірландії упродовж її життя.
Леді Грегорі, в основному, знана за її роботу щодо Ірландського літературного відродження. Її дім у Кул-Парку у графстві Голвей слугував важливим місцем зустрічі для провідних діячів Відродження. Рання робота як члена ради театру Еббі була не менш важливою, ніж її творчі праці для розвитку театру. Девіз Леді Грегорі є цитатою з Аристотеля: «Думати як мудра людина, але виражати себе як звичайні люди».

## Ранні роки і шлюб
Грегорі народилася в Роксборо, графство Голвей, і була наймолодшою донькою англо-ірландської нетитулованої дворянської сім'ї Персе. Мати, Френсіс Баррі, була родичкою віконта Гілмора. Родинний дім у Роксборо був маєтком площею 6000 акрів (24 км²), розташованим між містечками Горт і Лохрей; пізніше, однак, головний будинок маєтку спалили під час Ірландської громадянської війни. Вона виховувалася вдома, і на її подальшу кар'єру дуже вплинула її няня, Мері Шерідан, католичка, для якої ірландська мова була рідною; вона познайомила юну Августу з історією та легендами краю.
Заміж вийшла за сера Вільяма Генрі Грегорі, вдівця з маєтком у Кул-Парку поряд з Гортом 4 березня 1880 року. Вінчання відбулося в церкві святого Матіаса в Дубліні. Сер Вільям, на 35 років старший за неї, щойно пішов у відставку з посади губернатора Цейлону (нині Шрі-Ланка), а перед тим упродовж кількох термінів був членом парламенту від графства Голвей. Він був добре освіченою людиною з безліччю літературних і художніх інтересів, і будинок в Кул-Парку містив велику бібліотеку та велику колекцію творів мистецтва. Мав також будинок у Лондоні, де подружжя проводило значну частину часу, даючи щотижневі салони. Будинок відвідували багато провідних літературних та мистецьких діячів, у тому числі Роберт Браунінг, Альфред Теннісон, Джон Еверетт Мілле і Генрі Джеймс. Їхня єдина дитина, Роберт Грегорі, народився в 1881 році. Він загинув під час Першої світової війни, проходячи службу як пілот; це стало поштовхом для Вільяма Б. Єйтса до написання віршів An Irish Airman Foresees His Death («Ірландський льотчик передбачає свою смерть»), In Memory of Major Robert Gregory («У пам'ять про майора Роберта Грегорі») та Shepherd and Goatherd («Пастух і козар»).

## Ранні твори
Сім'я Грегорі чимало подорожувала, відвідавши Цейлон, Індію, Іспанію, Італію і Єгипет. Будучи в Єгипті, леді Грегорі мала роман з англійським поетом Вілфрідом Сковеном Блантом, що надихнуло її на серію віршів про кохання A Woman's Sonnets («Жіночі сонети»). Вілфрід Блант пізніше видав їх під своїм іменем.
Перша робота, що з'явилася під її власним іменем, — памфлет Arabi and His Household («Арабі і його господарство», 1882 рік). Спочатку це був лист у Таймс на підтримку Ахмеда Орабі-паші, лідера націоналістичного повстання Урабі 1879 року проти деспотичного режиму Хедива і європейського панування в Єгипті. Пізніше вона сказала про цей лист так: «Які б політичні гнів чи енергія не зародилися в мені, вони проявилися того єгипетського року і вичерпали себе». Незважаючи на це, в 1893 році вона опублікувала A Phantom's Pilgrimage, or Home Ruin («Паломництво привида, або Домашня руїна»), антинаціоналістичний памфлет проти запропонованого Вільямом Гладстоном другого Акту про гомрул.
Продовжувала писати прозу в період шлюбу. Взимку 1883 року, поки чоловік був на Цейлоні, працювала над серією спогадів про дім свого дитинства. Планувала видати їх під назвою An Emigrant's Notebook («Щоденник емігранта»), однак згодом відмовилась від ідеї. У 1887 році написала серію памфлетів під назвою Over the River («Понад річкою»), в якій зверталася по кошти для приходу святого Стефана в Сатерку на півдні Лондона. Також написала ряд оповідань у 1890 і 1891 роках, хоча вони теж ніколи не були надруковані. Збереглися декілька неопублікованих віршів з цього періоду. Коли сер Вільям Грегорі помер у березні 1892 року, леді Грегорі занурилася в траур і повернулася в Кул-Парк; там вона редагувала автобіографію чоловіка, яку опублікувала в 1894 році. Пізніше вона напише: «Якщо б я не одружилася, я б не дізналася, як швидко людина збагачує свої речення в розмові; якби я не овдовіла, я б не знайшла тої відстороненості розуму, відпочинку спостереження, потрібних, щоб дати уявлення про характер, передати й інтерпретувати його. Самотність зробила мене багатою, „повною“, як каже Бекон».

## Культурний націоналізм
Поїздка в Інішир на Аранських островах у 1893 році розбудила в леді Грегорі цікавість до ірландської мови і до фольклору місцевості, в якій вона жила. Вона організувала уроки ірландської в школі в Кулі і почала збирати казки з місцевості довкола її будинку, особливо від жителів робітничого дому в Горті. Однією з найнятих нею вчителів була Норма Бортвік, яка відвідувала Кул багато разів. За результатами роботи опубліковано кілька томів фольклорних матеріалів, у тому числі A Book of Saints and Wonders («Книга святих і чудес», 1906), The Kiltartan History Book («Історія Кілтартана», 1909) і The Kiltartan Wonder Book («Чудеса Кілтартана», 1910). Також видано ряд колекцій «кілтартанських» версій ірландських міфів, у тому числі Cuchulain of Muirthemne («Кухулін з Муйрхемне», 1902) і Gods and Fighting Men («Боги і воїни», 1904). («Кілтартанська» — це термін леді Грегорі для англійської мови з гельським синтаксисом, заснованої на діалекті, яким говорять у Кілтартані). У передмові до першої Єйтс писав: «Думаю, ця книжка — найкраще, що вийшло з Ірландії за моє життя». Джеймс Джойс спародіював цю заяву у розділі «Сцилла і Харибда» свого роману «Улісс».
До кінця 1894 року, заохочена позитивними відгуками на редагування автобіографії чоловіка, леді Грегорі звернула увагу на інший редакційний проект. Вона вирішила підготувати для публікації уривки з листування діда сера Вільяма Грегорі під назвою Mr Gregory's Letter-Box 1813–30 («Поштова скринька містера Грегорі 1813-30», 1898 рік). Це потягло за собою необхідність вивчення ірландської історії цього періоду; одним з результатів цієї роботи стала зміна її політичної позиції, від «м'якого» юніонізму, характерного її ранньому твору про гомрул, до відвертої підтримки ірландського націоналізму та республіканізму і до того, що вона пізніше описала як «неприязнь і недовіра до Англії».

## Заснування Еббі

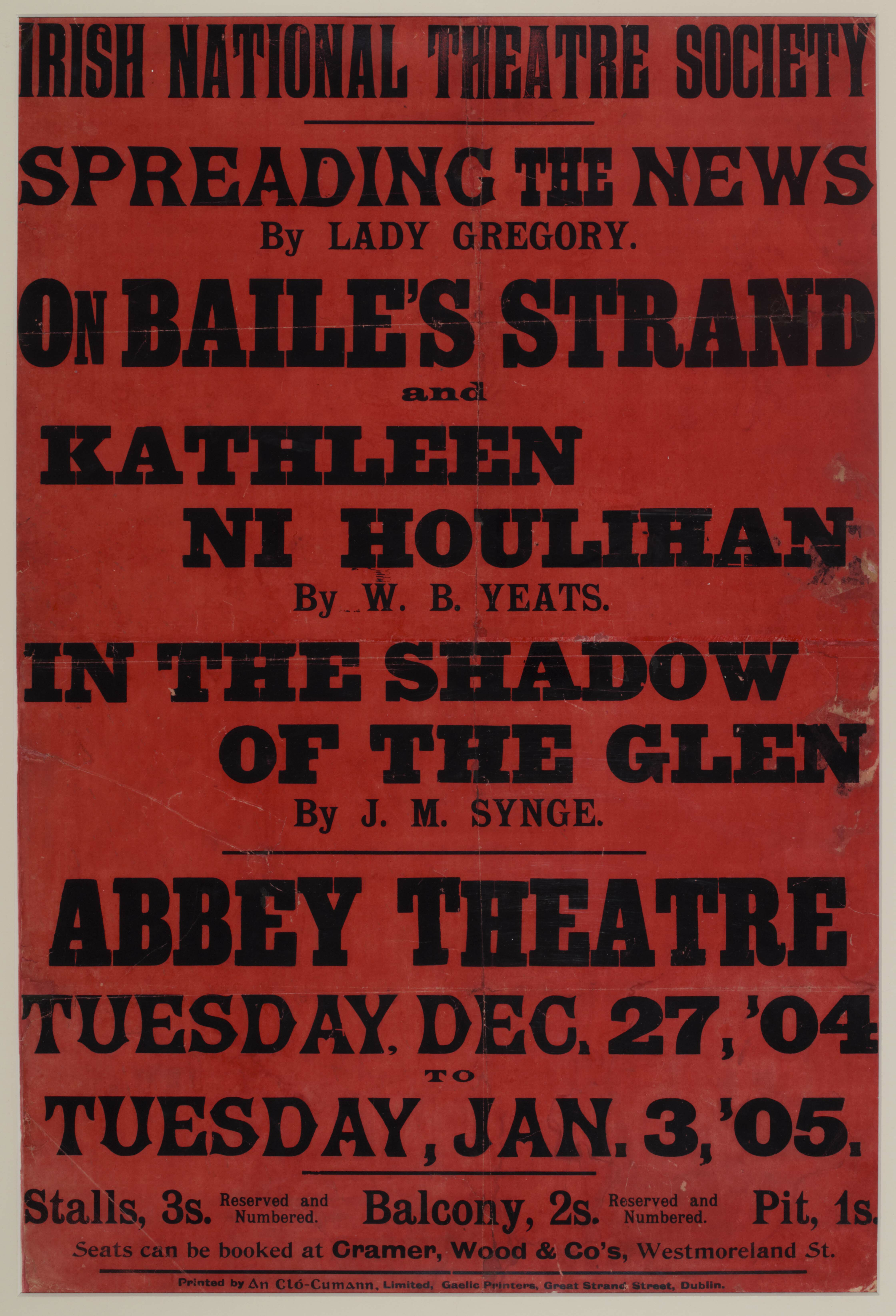
Плакат до відкриття сезону театру Еббі, що тривав з 27 грудня 1904 по 3 січня 1905 року.

Сусідом леді Грегорі був Едвард Мартін, і під час візиту до нього додому, у замок Тулліра в 1896 році, вона вперше зустрілася з Вільямом Б. Єйтсом. Дискусії між ними трьома упродовж наступного року призвели до створення Ірландського літературного театру в 1899 році. Леді Грегорі взялася за збір коштів, і перша програма складалися з п'єс Мартіна The Heather Field («Вересове поле») і Єйтса The Countess Cathleen («Графиня Кетлін»).
Проект Ірландського літературного театру тривав до 1901 року, коли він занепав через відсутність фінансування. У 1904 році леді Грегорі, Мартін, Єйтс, Джон Міллінгтона Сінг, Æ, Енні Горніман і Вільям та Френк Фей зібралися разом, щоб сформувати Ірландське національне театральне товариство. Перші спектаклі товариства проходили в будівлі під назвою Молсворт-хол. Коли звільнилося приміщення Гібернійського театру вар'єте на Лоу-Еббі-стріт і суміжний будинок на Марлборо-стріт, Горніман і Вільям Фей домовилися їх придбати та переобладнати на потреби товариства.
11 травня 1904 року товариство офіційно прийняло пропозицію Горніман про використання будівлі. Оскільки Горніман зазвичай не проживала в Ірландії, вона оплатила необхідну королівську патентну грамоту, яка була надана на ім'я леді Грегорі. Одна з її власних п'єс, Spreading the News («Новини поширюються»), була виконана на вечорі відкриття 27 грудня 1904 року. На відкритті The Playboy of the Western World («Плейбой західного світу») Сінга в січні 1907 року частина натовпу влаштувала безлад, у результаті чого решту вистави можна було втілити лише як пантоміму. Леді Грегорі була не такої високої думки про п'єсу, як Єйтс, але захищала Сінга з принципу. Її погляд на цей випадок підсумований в листі до Єйтса, де вона пише про заворушення: «Це стара битва: між тими, хто використовує зубну щітку, і тими, хто ні».

## Пізня кар'єра

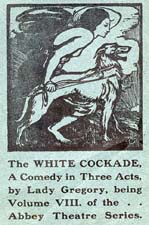
Обкладинка п'єси леді Грегорі 1905 року

Леді Грегорі залишалася активним керівником театру, поки стан здоров'я не змусив її відійти від справ у 1928 році. За цей час вона написала понад 19 п'єс, здебільшого для постановки в Еббі. Чимало з них були написані в спробі транслітерації гіберно-англійського діалекту, на якому говорили довкола Кул-Парку і який став широко відомий як «кілтартанська», від назви сусіднього села Кілтартан. Її п'єси були одними з найуспішніших у ранні роки Еббі, але їх популярність поступово спала. Більше того, ірландський письменник Олівер Сент-Джон Гогарті одного разу написав: «Вічні постановки її п'єс мало не зруйнували Еббі». Окрім п'єс вона написала двотомну працю про фольклор рідного краю під назвою Visions and Beliefs in the West of Ireland («Погляди і вірування на Заході Ірландії») в 1920 році. Вона також грала головну роль у трьох постановках Cathleen Ni Houlihan («Кетлін-ні-Хуліган») в 1919 році.
Під час її перебування у складі Еббі, Кул-Парк залишився для леді Грегорі домом; вона проводила час у Дубліні, проживаючи в готелях. Наприклад, під час національного перепису 1911 року зупинялася в готелі на Саут-Фредерік-стріт, 16. В готелях вона вечеряла скромно, часто їжею, яку привезла з собою з дому. Часто використовувала свій готельний номер для інтерв'ю з майбутніми драматургами Еббі і для розваг товариства після прем'єри нових вистав. Багато днів провела за роботою над перекладами в Національній бібліотеці Ірландії. Вона здобула репутацію дещо консервативної постаті. Наприклад, коли Деніс Джонстон подав Еббі свою першу п'єсу Shadowdance, леді Грегорі її відхилила і повернула автору зі словами «Стара леді каже „ні“», написаними на титульному аркуші. Джонстон вирішив перейменувати п'єсу, і врешті вистава The Old Lady Says 'No!' («Стара леді каже „ні“») була поставлена у театрі Gate Theatre в 1928 році.

## Останні роки

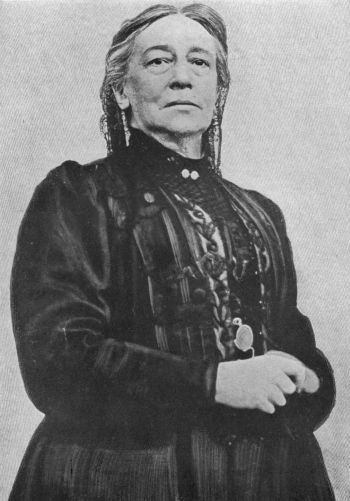
Леді Грегорі наприкінці життя

Після того як леді Грегорі облишила управління Еббі вона повернулася жити в Голвей, хоча продовжувала регулярно відвідувати Дублін. Будинок і маєток в Кул-Парку було продано ірландській лісовій комісії Кеілте в 1927 році зі збереженням за леді Грегорі пожиттєвої оренди. Її будинок у Голвеї давно став координаційним центром для письменників, пов'язаних з Ірландським літературним відродженням, і це продовжувалося і після виходу на пенсію. На дереві поблизу будинку досі можна побачити різьблені ініціали, які залишили Сінг, Æ, Єйтс і його брат-художник Джек, Джордж Мур, Шон О'Кейсі, Джордж Бернард Шоу, Кетрін Тайнен і Вайолет Мартін. Єйтс написав п'ять віршів про сам будинок або маючи його на думці: The Wild Swans at Coole («Дикі лебеді в Кулі»), I walked among the seven woods of Coole («Я гуляв у семи лісах Кула»), In the Seven Woods («У семи лісах»), Coole Park, 1929 («Кул-Парк, 1929») і Coole Park and Ballylee, 1931 («Кул-Парк і Белілі, 1931»).
Леді Грегорі, яку Шоу одного разу назвав «найвидатнішою з нині живих ірландок», померла у своєму домі у віці 80 років від раку молочної залози, і похована на Новому кладовищі в Богерморі, графство Голвей. Все майно Кул-Парку було продане на аукціоні через три місяці після її смерті, а будинок знесено в 1941 році.
П'єси Леді Грегорі втратили популярність після її смерті і тепер ставляться рідко. Багато щоденників і журналів, які вона вела більшу частину свого дорослого життя, були опубліковані, ставши багатим джерелом інформації про ірландську літературну історію перших трьох десятиліть XX століття.

## Подальше читання
- Kohfeldt, Mary Lou. «Lady Gregory: The Woman Behind the Irish Renaissance». André Deutsch, 1984; ISBN 0-689-11486-9
- McDiarmid, Lucy; Waters, Maureen (edit). «Lady Gregory: Selected Writings». Penguin Twentieth Century Classics, 1996; ISBN 0-14-018955-6
- Napier, Taura. «Seeking a Country: Literary Autobiographies of Irish Women». University Press of America, 2001; ISBN 0-7618-1934-7
- Lady Gregory at Irish Writers Online, accessed 4 November 2004.
- Irish Writers on Writing featuring Augusta, Lady Gregory. Edited by Eavan Boland (Trinity University Press, 2007).
- Plays Produced by the Abbey Theatre Co. and its Predecessors, with dates of First Performances. by Lady Augusta Persse Gregory (1852—1932) [Архівовано 21 червня 2020 у Wayback Machine.], accessed 4 November 2004.